# Campandré-Valcongrain
Campandré-Valcongrain est une ancienne commune française, située dans le département du Calvados en région Normandie, devenue le 1er janvier 2017 une commune déléguée au sein de la commune nouvelle de Les Monts d'Aunay. Campandré-Valcongrain se situe aux confins du Bocage virois et de la Suisse normande, et est peuplée de 89 habitants.

## Géographie
La commune est aux confins du Bocage virois et de la Suisse normande, au sud du Pré-Bocage, désignation récente, sorte de seuil du Massif armoricain. Son bourg est à 6,5 km au sud-est d'Aunay-sur-Odon, à 9,5 km à l'ouest de Thury-Harcourt, à 17 km au nord de Condé-sur-Noireau, à 32 km au nord-ouest de Vire et à 34 km au sud-ouest de Caen.
Le point culminant (334 m) se situe au nord du bourg de Campandré, au mont d'Ancre, en forêt de Valcongrain. Le point le plus bas (123 m) correspond à la sortie du ruisseau de Vingt Bec du territoire, au nord-est. La commune est bocagère et forestière. Il fait face au mont Pinçon, le plus haut point du département du Calvados en Normandie avec une altitude de 365 mètres, situé à 3 km à l'ouest de Campandré-Valcongrain.
| Bonnemaison         | Bonnemaison           | Bonnemaison                                             |
| Roucamps            | Campandré-Valcongrain | Le Hom (comm. dél. de Hamars)                           |
| Le Plessis-Grimoult | Le Plessis-Grimoult   | Le Hom (comm. dél. de Saint-Martin-de-Sallen), Cauville |

## Toponymie
Le nom de la localité de Campandré est attesté sous les formes Campoandre en 1153 et Campus Andree au XIVe siècle. Le toponyme est issu du normand camp, « champ », et de l'anthroponyme André, et signifie donc « le champ d'André ». Le maintien de [k] dur à l'initiale s'explique par la situation du village au nord de la ligne Joret.
Le nom de la localité de Valcongrain est attesté sous les formes Colgrino en 1089 et 1248 ; Valcongrin en 1290,. 
Le premier élément Val- désigne une petite vallée, un vallon. Il est suivi du nom de personne anglo-scandinave Colgrim attesté dans le Domesday Book ou directement de l'anthroponyme vieux norrois Kolgrímr,. Ce nom de personne est formé des éléments kolr « charbon », c'est-à-dire « noir comme du charbon » cf. Colleville et grímr « personne ayant un masque, un casque couvrant le visage » cf. casques vikings. cf. certains Grainville et Grimbosq.
Remarque : *Colgrin a dû évoluer en *Cougrin, conformément aux lois phonétiques, d'où la correction en Con-, le [ɔ̃] et le [u] alternant souvent dans la phonétique normande. Une forme plus altérée est observée dans le patronyme Cangrin encore attesté chez un certain Jean Cangrin vivant en 1364 - 1381 à Arganchy dans le Bessin.
Le gentilé est Campandréen.

## Histoire
La paroisse de Campandré dépendait, sous l'Ancien Régime, du diocèse de Bayeux, de l’archidiaconé de Bayeux et du doyenné de Vire. La paroisse de Valcongrain dépendait du diocèse de Bayeux, de l’archidiaconé de Bayeux et du doyenné d'Évrecy.
En 1789, la paroisse dépendait de la sergenterie de Saint-Jean-le-Blanc, de l'élection de Vire, de la généralité de Caen. Celle de Valcongrain dépendait de la sergenterie d'Évrecy, de l'élection de Caen, de la généralité de Caen.
En 1835, Campandré (260 habitants en 1831) est réunie à Valcongrain (66 habitants) sous le nom de Campandré-Valcongrain.

## Politique et administration
| Période                                  | Période       | Identité               | Étiquette | Qualité     |
| ---------------------------------------- | ------------- | ---------------------- | --------- | ----------- |
| Les données manquantes sont à compléter. |               |                        |           |             |
| 1984                                     | décembre 2016 | Jean-Pierre Planquette | SE        | Agriculteur |

Le conseil municipal est composé de onze membres dont le maire et deux adjoints.
Campandré-Valcongrain est devenue commune déléguée des Monts d’Aunay le 1er janvier 2017. La commune nouvelle des Monts d'Aunay est créée en lieu et place des communes d'Aunay-sur-Odon, de Bauquay, de Campandré-Valcongrain, de Danvou-la-Ferrière, d'Ondefontaine, du Plessis-Grimoult et de Roucamps (cantons d'Aunay-sur-Odon et de Condé-sur-Noireau, arrondissements de Vire et de Caen).

## Démographie
L'évolution du nombre d'habitants est connue à travers les recensements de la population effectués dans la commune depuis 1793. À partir du 1er janvier 2009, les populations légales des communes sont publiées annuellement dans le cadre d'un recensement qui repose désormais sur une collecte d'information annuelle, concernant successivement tous les territoires communaux au cours d'une période de cinq ans. 
Pour les communes de moins de 10 000 habitants, une enquête de recensement portant sur toute la population est réalisée tous les cinq ans, les populations légales des années intermédiaires étant quant à elles estimées par interpolation ou extrapolation. Pour la commune, le premier recensement exhaustif entrant dans le cadre du nouveau dispositif a été réalisé en 2005,.
En 2021, la commune comptait 89 habitants, en évolution de −13,59 % par rapport à 2015 (Calvados : +1,58 %, France hors Mayotte : +2,49 %).
À la suite de la fusion de Campandré et de Valcongrain en 1835, Campandré-Valcongrain a compté jusqu'à 368 habitants en 1841, mais les deux communes avaient totalisé 381 habitants en 1806 (respectivement 310 et 71).
La population de Campandré-Valcongrain était de 87 au recensement de 1999, 104 en 2006, 111 en 2007 et 110 en 2009. La densité de population du village est de 16.74 habitants par km².
Le nombre de logements sur la commune a été estimé à 53 en 2007. Ces logements se composent de 47 résidences principales, 2 résidences secondaires ou occasionnels ainsi que 4 logements vacants.
| 1793 | 1800 | 1806 | 1821 | 1831 | 1836 | 1841 | 1846 | 1851 |
| ---- | ---- | ---- | ---- | ---- | ---- | ---- | ---- | ---- |
| 302  | 312  | 310  | 281  | 260  | 344  | 368  | 356  | 349  |

| 1856 | 1861 | 1866 | 1872 | 1876 | 1881 | 1886 | 1891 | 1896 |
| ---- | ---- | ---- | ---- | ---- | ---- | ---- | ---- | ---- |
| 317  | 300  | 302  | 287  | 252  | 248  | 238  | 231  | 205  |

| 1901 | 1906 | 1911 | 1921 | 1926 | 1931 | 1936 | 1946 | 1954 |
| ---- | ---- | ---- | ---- | ---- | ---- | ---- | ---- | ---- |
| 198  | 202  | 169  | 140  | 134  | 135  | 127  | 141  | 118  |

| 1962 | 1968 | 1975 | 1982 | 1990 | 1999 | 2005 | 2010 | 2015 |
| ---- | ---- | ---- | ---- | ---- | ---- | ---- | ---- | ---- |
| 108  | 111  | 98   | 98   | 80   | 87   | 102  | 109  | 103  |

| 2018 | - | - | - | - | - | - | - | - |
| ---- | - | - | - | - | - | - | - | - |
| 90   | - | - | - | - | - | - | - | - |

| 1793 | 1800 | 1806 | 1821 | 1831 |
| ---- | ---- | ---- | ---- | ---- |
| 62   | 68   | 71   | 51   | 66   |

## Lieux et monuments
- Église Saint-Pierre. Elle a remplacé au XIXe siècle, après la fusion des deux paroisses, l'ancienne église de Campandré et l'église Saint-Jean-Baptiste de Valcongrain.
- Château de Campandré, partiellement incendié en 1938, puis reconstruit, et son pavillon de chasse du XVIIe siècle, dans le domaine du château[18]. L'incendie s'est produit dans la nuit du 11 au 12 avril 1938. Le château de Campandré appartenait alors à la comtesse de Bougy et était habité par le marquis de Bougy et la comtesse de Giron. Dans le parc, plusieurs arbres sont assez remarquables dont un tulipier de Virginie. En 1944, le château alors occupé par l’armée allemande, a servi d’atelier mécanique et de stockage de matériel militaire[19].
- Arcisse de Caumont décrit en 1846 un site archéologique qu'il prend pour un « camp romain »

« Sur une éminence à l'ouest de l'église, de laquelle on jouit d'une vue très étendue, on distingue un camp très probablement romain […]. Ce camp […] a été depuis défriché et labouré par le propriétaire, M. de Vaucassel ; mais le vallum du camp a servi de clôture et a été planté d'arbres, de sorte que l'enceinte est conservée à peu près intacte »

En réalité, il s'agit d'un site de l'âge de fer.
- Vestiges d'une motte féodale de 6 à 7 m de diamètre à son sommet, dans le bois au nord, sur la pente du mont d'Ancre[22].
- Les bois de Campandré.
- Chapelle Saint-Joseph et colline d'Enfer.
- Forêt domaniale de Valcongrain[23] s'étend sur 375 ha; elle est située sur la route d'Aunay-sur-Odon à Thury-Harcourt. C'est une forêt de feuillus (chênes, hêtres) et de résineux (pins sylvestres). Elle est publique et relève du régime forestier français. Sa gestion est assurée en application du Code forestier. On y trouve de nombreux circuits de randonnées pédestres, VTT, cheval…, et des sites d’intérêts historiques comme la stèle en mémoire de la chute d’un avion en 1944 par un pilote français et une butte d’origine romaine[réf. nécessaire].